# Mastigostyla chuquisacensis
Mastigostyla chuquisacensis är en irisväxtart som beskrevs av Huaylla och Paul Wilkin. Mastigostyla chuquisacensis ingår i släktet Mastigostyla och familjen irisväxter. Inga underarter finns listade i Catalogue of Life.